# بوریس ژیوکوویچ (بازیکن هندبال)
بوریس ژیوکوویچ (زاده ۲ مه ۱۹۹۲) بازیکن هندبال اتریشی برای آلپلا اچ‌سی هارد و تیم ملی اتریش است.
او نماینده اتریش در مسابقات قهرمانی هندبال مردان جهان در سال ۲۰۱۹ بود